# 陈燮锋
陈燮锋（1818年—1865年），谱名行乙，字焕斗，号丹炉，湖北省蕲春县九潭冲芦林寨寨脚塆人（祖籍蕲春县檀林镇陈英村）。清代举人、诗人。

## 簡歷
道光二十五年（1845年），27岁考中秀才。同治三年（1864年），46岁甲子科乡试考中举人，谱注“拣选知县”。陈燮锋中举之前设馆执教于乡里，常与邑中名士交游，往来唱和，若蕲州举人何雪园（何明）、陈瑞林（琼甫）、进士陈西庚（星垣）等。光绪《蕲州志》载：“陈燮锋性鲁笃于学，虽严寒酷暑不辍，夜读辄漏尽始就枕。家故贫，常分其馆谷赡昆季及族戚贫乏者。”同治四年（1865年）三月，病逝于京城，时年47岁。著有《晚香斋诗集》1卷，原系手抄本。

## 资料来源
- 《湖北通志》（民国十年版·影印本）第十册/卷一百三十二/人物志十/选举表十：陈燮锋/第3242页，湖北省地方志编纂委员会办公室影印，湖北长江出版集团、湖北人民出版社出版发行（2010年12月）
- 《蕲州志》（清·光绪八年刻印本）卷之十三/笃学：陈燮锋/第279页，蕲春县人民政府主办，蕲春县地方志办公室影印重刊（2009年9月）
- 《晚香斋诗集》，陈燮锋/原著，陈忠/主编（2011年3月出版），“前言”中有陈燮锋生平简介/第14页